# Arrhenophaninae
De Arrhenophaninae zijn een onderfamilie van vlinders in de familie van de zakjesdragers (Psychidae).

## Geslachten
- Arrhenophanes Walsingham, 1913
- Cnissostages Zeller, 1863
- Dysoptus Walsingham, 1914
- Notiophanes Davis & Edwards, 2003
- Palaeophanes Davis, 2003